# Abaças
Abaças (gelegentlich auch Abaçãs) ist eine Gemeinde (Freguesia) im portugiesischen Kreis (Concelho) von Vila Real. In ihr leben 836 Einwohner (Stand 19. April 2021).

## Geschichte
Funde belegen eine Besiedlung in der Bronzezeit, und auch Römer lebten hier, insbesondere am heutigen Ort Bujões. Ab 711 eroberten die Mauren auch dieses Gebiet. Der Ortsname der Gemeinde geht auf das arabisch-stämmige Ilhabaxa (dt. etwa: schwarzes Dorf) zurück.
Abaças wurde vermutlich im Zuge der Wiederbesiedlungen nach der Reconquista neu gegründet und erhielt im Jahr 1200 Stadtrechte. Es blieb ein eigenständiger Kreis (Concelho) bis ins 15. Jahrhundert. Der Kreis wurde später aufgelöst, und 1530 wurde Abaças bereits als eine Gemeinde des Kreises Vila Real geführt.

## Kultur und Sehenswürdigkeiten
Die denkmalgeschützte Steinbrücke Ponte de Abaçãs oder auch Ponte da Ribeira führt über den Fluss Ribeira do Tanha.
Zu den weiteren Baudenkmälern der Gemeinde zählen verschiedene Sakralbauten, darunter die einschiffige Gemeindekirche Igreja Paroquial de Abaçãs, nach ihrem Schutzpatron auch Igreja de São Pedro.

## Verwaltung

### Gemeinde
Abaças ist Sitz einer gleichnamigen Gemeinde (Freguesia). Folgende Orte liegen in der Gemeinde:
- Abaças
- Bujões
- Fontelo
- Jorjais
- Magalhã
- Vilarinho do Tanha

### Bevölkerungsentwicklung
| Einwohnerzahl in der Gemeinde Abaças (1801–2011) | Einwohnerzahl in der Gemeinde Abaças (1801–2011) | Einwohnerzahl in der Gemeinde Abaças (1801–2011) | Einwohnerzahl in der Gemeinde Abaças (1801–2011) | Einwohnerzahl in der Gemeinde Abaças (1801–2011) | Einwohnerzahl in der Gemeinde Abaças (1801–2011) | Einwohnerzahl in der Gemeinde Abaças (1801–2011) | Einwohnerzahl in der Gemeinde Abaças (1801–2011) | Einwohnerzahl in der Gemeinde Abaças (1801–2011) | Einwohnerzahl in der Gemeinde Abaças (1801–2011) | Einwohnerzahl in der Gemeinde Abaças (1801–2011) | Einwohnerzahl in der Gemeinde Abaças (1801–2011) | Einwohnerzahl in der Gemeinde Abaças (1801–2011) | Einwohnerzahl in der Gemeinde Abaças (1801–2011) | Einwohnerzahl in der Gemeinde Abaças (1801–2011) | Einwohnerzahl in der Gemeinde Abaças (1801–2011) | Einwohnerzahl in der Gemeinde Abaças (1801–2011) |
| 1801                                             | 1849                                             | 1864                                             | 1878                                             | 1890                                             | 1900                                             | 1911                                             | 1920                                             | 1930                                             | 1940                                             | 1950                                             | 1960                                             | 1970                                             | 1981                                             | 1991                                             | 2001                                             | 2011                                             |
| ------------------------------------------------ | ------------------------------------------------ | ------------------------------------------------ | ------------------------------------------------ | ------------------------------------------------ | ------------------------------------------------ | ------------------------------------------------ | ------------------------------------------------ | ------------------------------------------------ | ------------------------------------------------ | ------------------------------------------------ | ------------------------------------------------ | ------------------------------------------------ | ------------------------------------------------ | ------------------------------------------------ | ------------------------------------------------ | ------------------------------------------------ |
| 890                                              | 1080                                             | 1602                                             | 1663                                             | 1639                                             | 1662                                             | 1671                                             | 1504                                             | 1628                                             | 1831                                             | 1997                                             | 2060                                             | 1638                                             | 1408                                             | 1186                                             | 1074                                             | 1071                                             |

Quelle: Statistiken und Archive des INE